# Zdeněk Mlynář (cyklista)
Zdeněk Mlynář (* 1976 Valtice[zdroj?]) je bývalý český reprezentant v cyklokrosu, mistr světa v kategorii juniorů z roku 1995.